# Luis Gatica (actor)
Luis Antonio Gatica Mercado (Veracruz, 25 de febrero de 1961) es un actor mexicano, hijo del cantante chileno Lucho Gatica y la actriz puertorriqueña Mapita Cortés. Es tío del también actor Alfredo Gatica.

## Biografía
Nació el 25 de febrero de 1961 en Ciudad de México, hijo del cantante chileno Lucho Gatica, y de la actriz puertorriqueña Mapita Cortés.
En 1983 incursiona al Centro de Capacitación de Televisa, después de audicionar junto con más de 2 mil 500 personas y tener algunos de los más destacados maestros como Héctor Mendoza, Sergio Jiménez, Joseph Olehowski, Martha Zabaleta, y Humberto Treviño, entre otros. Por lo que hoy en día es un actor versátil, que ha incursionado en televisión, cine, teatro y música.
En 1983 obtuvo su primer papel actoral con la telenovela La fiera, dirigida por el productor Valentín Pimstein, y en el teatro tuvo sus inicios con la obra Pájaros azules en 1985.
Ha participado en telenovelas como La fiera, Marimar, La antorcha encendida, La mentira, Sin pecado concebido y Niña amada mía, por mencionar algunas.
En el ámbito cinematográfico ha actuado en El Salvador (1984), Comando suicida, y Cuenta saldada (2000), entre otras.
En 2002 fue uno de los inquilinos de la casa de Big Brother VIP.
En 2004 realiza uno de los papeles más importantes de su carrera, al darle vida a 'Cayetano' en la telenovela Rubí.
Entre 2005 y 2007 realiza películas como El número de la muerte, Testigo protegido, Perros de la noche, Amor Xtremo y Gangs de la mafia.
En 2005 es invitado a formar parte del reparto del programa de comedia, Vecinos.
En 2006 se integra al elenco de la telenovela juvenil Código postal.
En 2007 actúa en el programa cómico Objetos perdidos y en la serie El Pantera.
En 2008 participa en un episodio de La rosa de Guadalupe.
También en 2008, vuelve a hacer cine, sumando cuatro cintas a su trayectoria: La suburban de las monjas, Spam, Mexican bloodbath y Un día en el banco.

## Filmografía

### Telenovelas
- Las hijas de la señora García (2025) - Jacinto Chávez[1]
- La historia de Juana (2024) - Ramón Bravo[2]
- Vencer la culpa (2023) - Octavio Gallardo[3]
- Los ricos también lloran (2022) - Osvaldo[4]
- Fuego ardiente (2021) … Nicolás Orozco
- Te doy la vida (2020) … Ricardo Zaldívar
- Médicos, línea de vida (2019–2020) … Francisco "Paco" Juárez
- Preso No.1 (2019) … Adonis Madrigal
- Ringo (2019) … asaltante
- La jefa del campeón (2018) … Emiliano Linares
- Por amar sin ley (2018-2019) … Fausto Olivera
- El bienamado (2017) … Ambrosio Cárdenas
- El hotel de los secretos (2016) … Genaro Varela
- La vecina (2015–2016) … Pedro Arango
- La gata (2014) … Fidel Gutiérrez
- El color de la pasión (2014) … Ricardo Márquez
- Qué pobres tan ricos (2013–2014) … Osiel "El Bambi" Chaparro
- Lo que la vida me robó (2013–2014) … Bruno Gamboa
- Mentir para vivir (2013) … Samuel Barragán
- Por ella soy Eva (2012) … Gustavo
- Amor bravío (2012) … Hipólito
- Ni contigo ni sin ti (2011) … Abogado de Fabiola
- Cuando me enamoro (2010–2011) … Lázaro López
- Corazón salvaje (2009–2010) … Remigio García
- Alma de hierro (2008–2009) … Abraham Elizondo
- En nombre del amor (2008–2009) … Mariano Cordero
- Código postal (2006–2007) … Germán de Alba
- Sueños y caramelos (2005) … Máximo
- Rubí (2004) … Cayetano Martínez
- Clap… el lugar de tus sueños (2003) … Alonso Rivadeneira
- Niña amada mía (2003) … Jorge Esparza
- Sin pecado concebido (2001) … Dr. Gerardo Garduño
- Rayito de luz (2000–2001) …. Cruz Ramírez
- DKDA: Sueños de juventud (1999–2000) … Raúl Arias
- La mentira (1998) … Santiago Terrazas
- Preciosa (1998) … Patricio
- Mi querida Isabel (1996) … Ricardo
- La antorcha encendida (1996) … Juan Foncerrada †
- Marimar (1994) … Chuy
- La última esperanza (1993) … José
- Sospechosa (1990-1991) … Damián
- La mafia (1988-1989) … Fausto
- Marionetas (1986) … Jorge Linares
- Los años felices (1984-1985) … Joel
- La fiera (1983)

### Series de televisión
- Juegos interrumpidos (2024)[5]
- Horario estelar (2023) ... Uriel Ortiz[6]
- Como dice el dicho (2019)
- 40 y 20 … Víctor Presente
- Cloroformo (2012)
- El Pantera (2009) … procurador
- Mujeres asesinas (2009) … Guillermo Jiménez
- La rosa de Guadalupe (2008–2018) … varios episodios
- Vecinos (2005) … Eduardo
- Mujer, casos de la vida real (2000–2003)

### Películas
- Coyote (El lamento de un mojado) (2005) … Manuel
- Tampico (2009)
- Misfire: Agente Antidroga (2014) … Raúl Montenegro / César Mondragón (Jefe del Cartel de Tijuana)
- Superando el límite (2017)